# Bataille d'Ajristan (2018)
Pour les articles homonymes, voir bataille d'Ajristan.
Guerre d'Afghanistan
La bataille d'Ajristan a lieu le 11 août 2018 pendant la guerre d'Afghanistan.

## Déroulement
Le 11 août 2018, le district d'Ajristan, à 90 kilomètres à l'est de la ville de Ghazni, est attaqué par les talibans,. L'assaut débute par l'explosion de deux véhicules piégés. Alors que la ville de Ghazni est elle-même le théâtre d'une violente bataille, les talibans revendiquent la prise du centre administratif du district d'Ajristan, ainsi que celle du quartier-général de la police. L'unité de la Brigade des commandos de l'Armée nationale afghane chargée de défendre le district est mise en déroute et est portée disparue pendant deux jours,.

## Les pertes
Dans un premier temps, les taliban revendiquent la mort du commandant Baido et de cinq autres soldats, ainsi que la capture de 25 membres des forces de sécurité. Le porte-parole des taliban revoit cependant par la suite ce bilan à la hausse, en affirmant que 43 membres des commandos ont été tués et 39 faits prisonniers.
Des survivants de la Brigade des commandos sont découverts le 12 août dans le district de Miramor. Vingt-deux commandos et policiers sont retrouvés dans les montagnes et transportés à motos ou à dos d'ânes par des sauveteurs. Selon le New York Times, 40  à   100 membres des commandos auraient été tués lors de l'attaque. Le New York Times indique que selon les déclarations anonymes d'un haut responsable sécuritaire afghan, jusqu'à 100 commandos et policiers pourraient avoir été tués lors de l'attaque. Zamin Ali Hedayat, gouverneur du district voisin de Malistan, affirme que 30 des survivants — commandos et policiers — ainsi que le chef de la police locale, Obaidullah Khan, sont tombés dans une embuscade des taliban alors qu'ils fuyaient vers le district de Miramor, dans la province voisine de Deykandi, et que tous ont été tués et qu'Obaidullah Khan a été décapité. Un médecin nommé Nasir Akbari affirme également au New York Times, qu'un rescapé lui a déclaré que 40 commandos et policiers ont été tués dans des embuscades des taliban au cours de leur retraite. 